# Montadas
Montadas är en kommun i Brasilien.   Den ligger i delstaten Paraíba, i den östra delen av landet, 1 600 km nordost om huvudstaden Brasília. Antalet invånare är 4 990.
Omgivningarna runt Montadas är en mosaik av jordbruksmark och naturlig växtlighet. Runt Montadas är det ganska tätbefolkat, med 230 invånare per kvadratkilometer.